# 羊茅状碱茅
羊茅状碱茅（学名：Puccinellia festuciformis）为禾本科碱茅属下的一个种。